# António da Conceição Bento
António da Conceição Bento foi o presidente da Câmara Municipal de Peniche entre 4 de Agosto de 1949 e 31 de Julho de 1961. António colocou o concelho no Plano Nacional de Construções do 1º Plano de Fomento (1953-1958), levando a construção da Escola Secundária de Peniche, inaugurada em 1959. Em 1955, propôs a municipalização do Serviço de Saneamento e de Captação e Condução de Água Potável (conhecido atualmente por SMAS de Peniche), terminado em 1956, com o primeiro Conselho de Administração. O concelho que presidiu, batizou uma rua da cidade de Peniche com seu nome.